# Deidi von Schaewen
Deidi von Schaewen (Berlín, 1941) es una fotógrafa alemana y colaboradora fotográfica en la editorial Taschen, dentro de sus facetas más conocidas.
Estudió Bellas Artes en la Universidad de Berlín y ha residido en Barcelona (1966-1973), Nueva York (1973) y desde 1974 en París, donde vive y trabaja como artista.

## Obra
Deidi von Schaewen estudió pintura en la escuela de Bellas Artes de Berlín, pero después de su etapa estudiantil, la artista se decantó por la fotografía y también, por los medios audiovisuales.
La obra de Deidi von Schaewen es clara y humana. Inmortaliza lo etéreo de la civilización, el paso del ser humano en la tierra a través de la construcción y los yacimientos que se alzan con esta acción, ya que esta actividad forma y formará parte de la historia.
Los viajes en el mundo, son otro aspecto que marcan la obra de Deidi von Schaewen, ya que en esos lugares (La India por ejemplo) los monumentos se conservan y permanecen en pleno equilibrio con la historia.
Una etapa importante de la artista fue la década de los noventa, cuando la editorial Taschen  y la artista alemana se fusionaron para mezclar el talento a través de las fotografías de ella y las publicaciones de la famosa editorial. Este es un viaje continuo con sus proyectos artísticos, pues la artista alemana continúa con la inmortalización de las construcciones a través y del ser humano para mostrar la fragilidad de este.
Sin embargo, la primera publicación hecha por y de Schaewen fue Echafaudages ephémères estructuras (Hazan, 1992), seguidamente salió el libro Walls (Pantheon, 1977) corealizado en seis países (realizó, también, un film relacionado con el contenido del libro y titulado igual que este).
Aparte de dichas publicaciones, la artista alemana colabora compartiendo sus imágenes en revistas de decoración.
Otra faceta más mínima de la artista es la obra audiovisual y la documental, un poco más ampliada que la anterior.

## Exposiciones
Desde los años sesenta Deidi von Schaewen ha realizado exposiciones, tanto colectivas como individuales. Estas últimas han sido realizadas de manera convencional, dentro de un espacio expositivo como es una galería, un museo o una fundación, o por el contrario,  en espacios alternos a estos.
Destacan las realizadas en el Museo de Arte Moderno de París (1974),  en el centro  Pompidou de París  (1977), en la Galería Marion Goodman de la ciudad de Nueva York (1975), en la Fundación Miró (Espai 10) de Barcelona (1982), en la Galería Pièce Unique  de París (2005), o en un escenario de sus propias fotografías, en la India, como en la Prakriti Foundations (2007).
La última exposición individual de la artista fue realizada en 2012 en Francia.
Entre las exposiciones colectivas que la artista ha participado, destacan Bienales como la Bienal de Arquitectura de París (1986) o la Bienal de Arte Contemporáneo de Lyon (2001), entre otras.
Expone habitualmente en las galerías Renate Gallois-Montbrun y la Galería Dix9, ambas en París.